# Vivre pour vivre
Pour plus de détails, voir Fiche technique et Distribution.
Vivre pour vivre est un film français réalisé par Claude Lelouch et sorti en 1967.

## Synopsis
Un reporter de télévision profite de ses voyages et enquêtes périlleuses pour tromper la femme qu'il aime cependant.

## Fiche technique
- Titre : Vivre pour vivre
- Réalisation : Claude Lelouch
- Scénario : Claude Lelouch et Pierre Uytterhoeven
- Photographie : Patrice Pouget
- Son : Jean Baronnet
- Musique : Francis Lai
- Chanson Des ronds dans l'eau interprétée par Nicole Croisille et Annie Girardot
- Montage : Claude Barrois
- Pays :  France
- Format : Couleur et Noir et blanc - 1,66:1 - 35 mm - Son mono
- Genre : Drame
- Durée : 130 minutes
- Date de sortie :
  - France - 14 septembre 1967

Françoise Hardy a repris Des ronds dans l'eau en français et dans sa version anglaise Now you want to be loved.

## Distribution
- Yves Montand : Robert Colomb
- Annie Girardot : Catherine Colomb
- Candice Bergen : Candice
- Anouk Ferjac : Jacqueline
- Uta Taeger : Lucie
- Irène Tunc : Mireille
- Louis Lyonnet : chef des mercenaires
- Jean Collomb : maître d'hôtel
- Jacques Portet : ami de Candice
- Amidou : photographe
- Pierre Rosso et ses cascadeurs.
- Léon Zitrone: lui-même
- Maurice Seveno: lui-même
- Anouk Aimée: spectatrice match de boxe
- Pierre Barouh: spectateur match de boxe
- Michel Parbot : Michel Parbot (non crédité)
- Florence Schoeller : Florence (non créditée)

## Récompenses et distinctions
- Grand Prix du Cinéma Français
- Golden Globe du meilleur film étranger 1967